# Выцветание

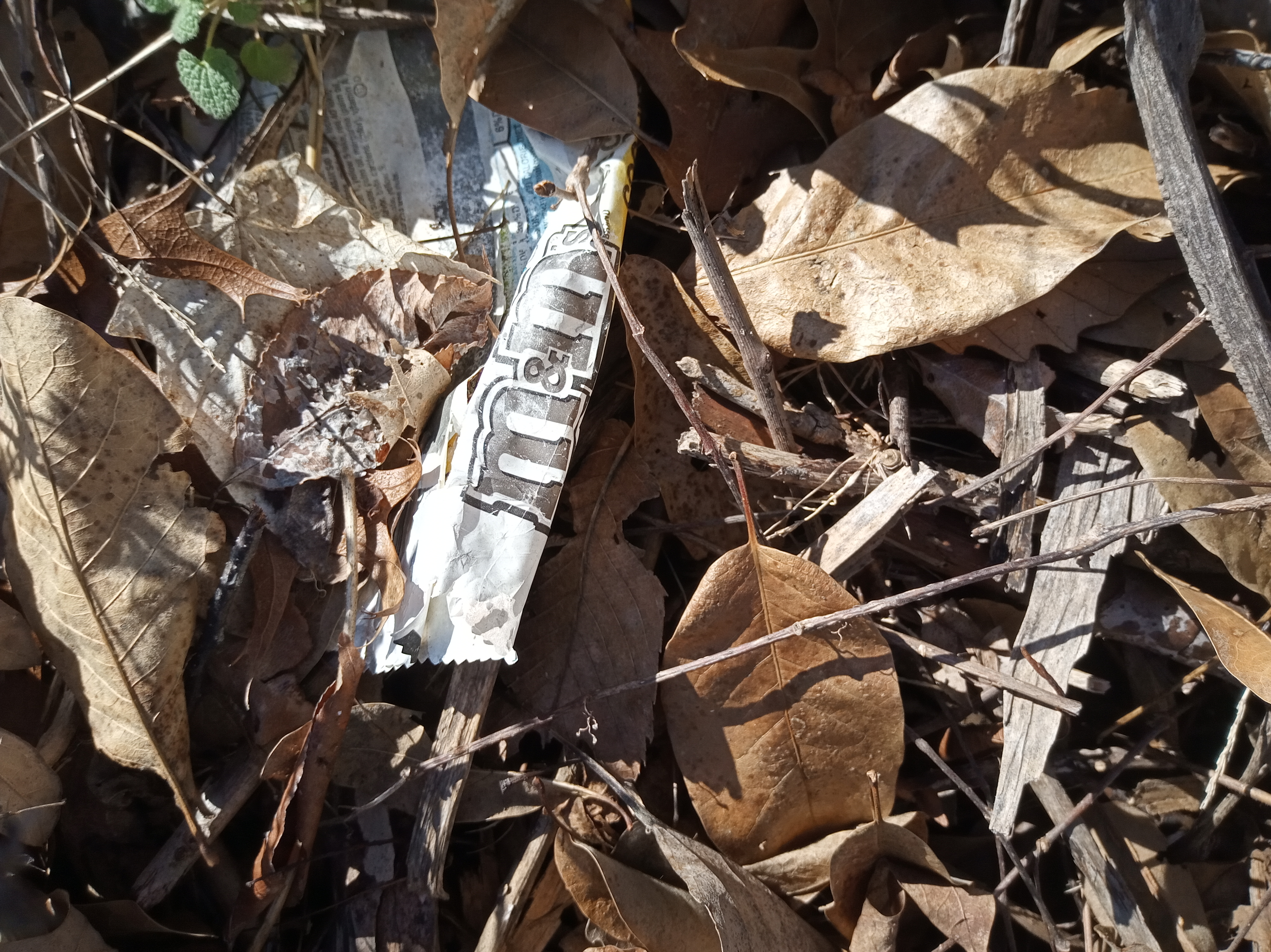
Выцветшая обёртка от M&M’s

Выцветание — потеря с течением времени насыщенности красителей под воздействием света или воздуха. Выцветание красителей происходит на тканях, цветных фотографиях или фильмокопиях, главным образом, под воздействием ультрафиолетового излучения. Высокая интенсивность света в кадровом окне кинопроекторов приводит к ускоренному выцветанию цветных фильмокопий. Разные красители подвержены выцветанию в различной степени. При гидротипном цветном фотопроцессе, в отличие от галогенидосеребряного, возможно применение красителей, подверженных выцветанию в наименьшей степени.
Поскольку цветное изображение полностью состоит из красителей, его долговечность напрямую зависит от скорости выцветания. Поскольку воздействие света непосредственно влияет на сохранность изображения, архивное хранение цветных изображений проводится в темноте.